# Ruslan Lisakovich
Ruslan Lisakovich (en bielorruso: Руслан Міхайлавіч Лісаковіч; Marjina Horka, 22 de marzo de 2002) es un futbolista bielorruso que juega en la demarcación de centrocampista para el F. C. Maxline Vitebsk de la Liga Premier de Bielorrusia.

## Selección nacional
Tras jugar con la selección de fútbol sub-17 de Bielorrusia, finalmente hizo su debut con la selección absoluta el 8 de septiembre de 2021 en un partido de clasificación para la Copa Mundial de Fútbol de 2022 contra Bélgica que finalizó con un resultado de 0-1 a favor del combinado belga tras el gol de Dennis Praet.

## Clubes
| Club                      | País        | Año       | Partidos | Goles |
| ------------------------- | ----------- | --------- | -------- | ----- |
| F. C. Shakhtyor Soligorsk | Bielorrusia | 2019      | 0        | 0     |
| FC Uzda (cedido)          | Bielorrusia | 2019      | 9        | 2     |
| F. C. Krumkachy Minsk     | Bielorrusia | 2020      | 24       | 3     |
| F. C. Isloch Minsk Raion  | Bielorrusia | 2021-2022 | 60       | 6     |
| F. C. Dynamo Majachkalá   | Rusia       | 2023-2024 | 21       | 0     |
| F. C. Neman Grodno        | Bielorrusia | 2024      | 12       | 0     |
| F. C. Minsk               | Bielorrusia | 2024      | 9        | 0     |
| F. C. Maxline Vitebsk     | Bielorrusia | 2025-     | 15       | 4     |